# Hans Fries

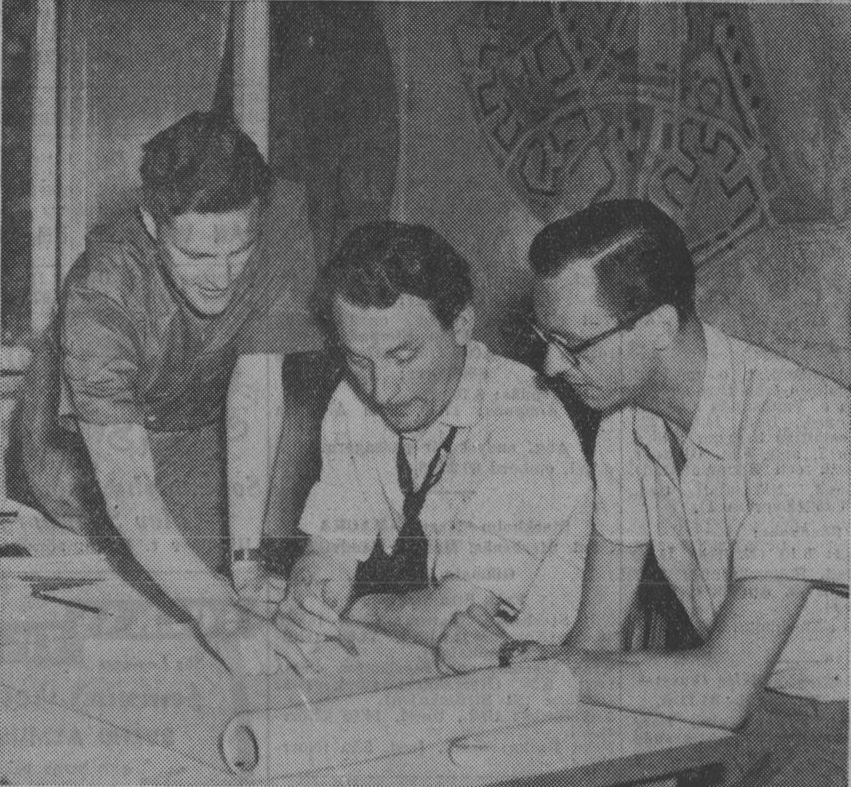
Josef Stäck, Hans Fries och Dag Åberg på Stockholms stads stadsplanekontor (1952)

Hans Carl Allan Immanuel Fries, född 21 januari 1920 i Klara församling, Stockholm, död 22 november 2003 i Västerleds församling, Stockholm, var en svensk arkitekt.
Fries utexaminerades från Kungliga tekniska högskolan 1946 och fortsatte studierna vid Kungliga konsthögskolan 1953–1954. Han praktiserade hos Wejke & Ödéen 1941 och hos Gustaf Birch-Lindgren 1944. Han var anställd hos Sture Frölén 1945–1952, på Stockholms stads stadsplanekontor 1952–1955, som intendent vid Byggnadsstyrelsen 1955–1961 och byrådirektör 1961–1963. Han var avdelningsdirektör vid Centrala sjukvårdsberedningen 1967, vid Spri arkitektavdelning 1968 (Sjukvårdens och socialvårdens planerings- och rationaliseringsinstitut), sektionschef vid byggnadsavdelningens utvecklingssektion 1968–1974, sektionschef vid byggnadsavdelnings granskningssektion och ställföreträdande avdelningschef 1974–1979. Han drev även egen verksamhet. Fries är begravd på Solna kyrkogård.

## Verk i urval
- Villa i Stocksund 1951.
- Villa i Nacka 1952.

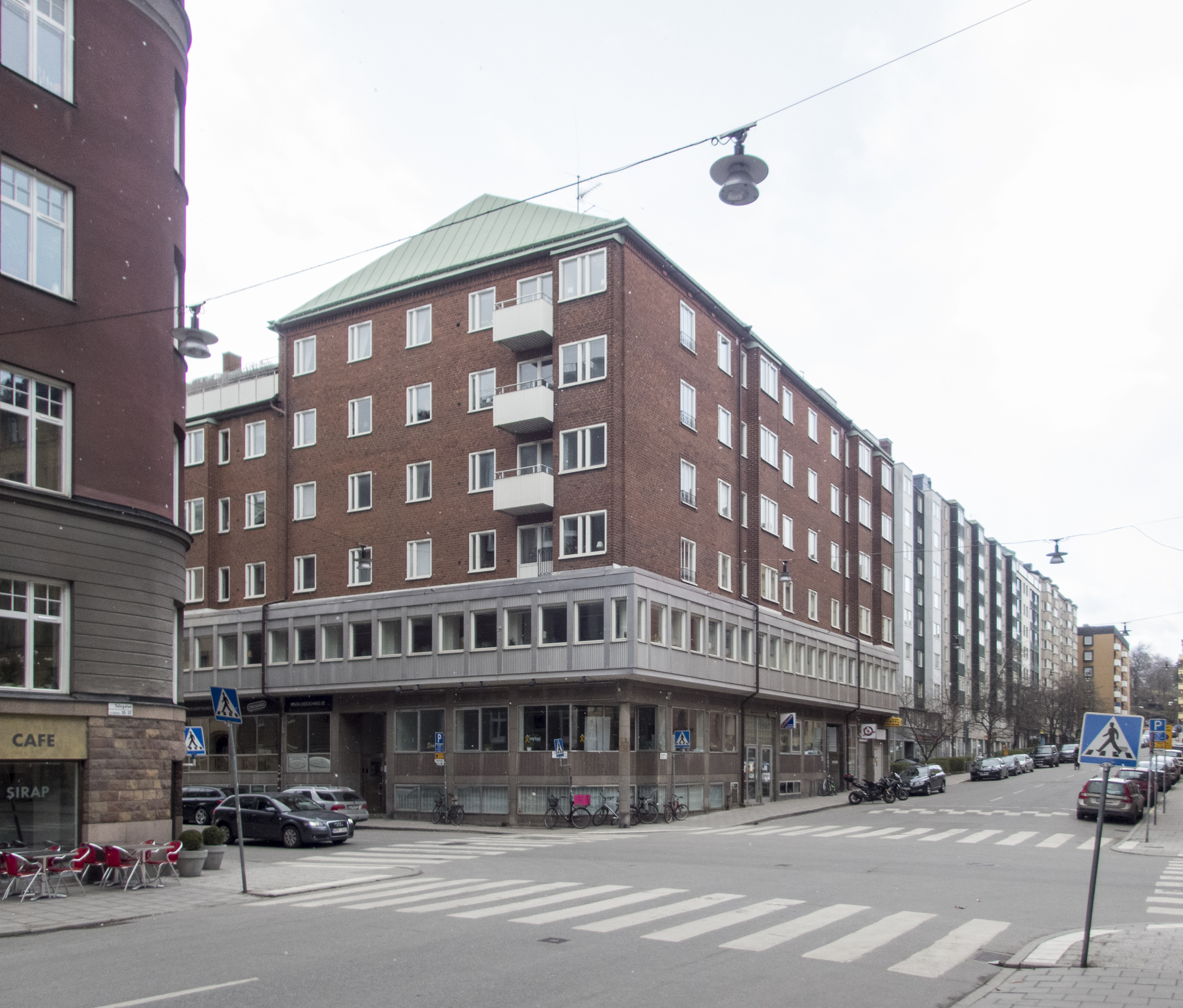
Geten 4, Stockholm

- Fabrik i Västberga, tillbyggnad 1954.
- Två bostadshus, höghus, i Hässelby gård, Stockholm 1954.
- Villa i Saltsjö-Boo, ombyggnad 1954.
- Bostadshus i Hässelby strand, Stockholm 1955-1956.
- Bostads- och kontorshus i kv. Geten, Stockholm 1955-1956.
- Kontor, SPP, Riddargatan 11, Stockholm, ombyggnad 1955-1956.
- Två bostadshus i Farsta, Stockholm 1957-1958.
- Bostads- och kontorshus i kv. Lägret, Stockholm 1958-1960.
- Fabrik i Västberga, om- och tillbyggnad 1959-1961.
- Bostadshus (ca. 50 lägenheter) i kv. Ekstaven, Solna 1963-1966.
- Bostadshus (ca. 100 lägenheter) i kv. Rödhaken, Solna 1963-1966.
- Stadsplaneutredningar samt radhus (26 st) och villor i Morabergsområdet, Saltsjöbaden 1963-1966.
- Bostadshus (ca. 225 lägenheter) och parkeringsgarage i kv. Lillholmen och kv. Bäverholmen, Stockholm 1964-1967.